# Acalypha gillmanii
Acalypha gillmanii é uma espécie de flor do gênero Acalypha, pertencente à família Euphorbiaceae.